# Bataille de Montserrat
Guerre d'indépendance espagnole
Batailles
- Valls (1re)
- 2e Molins de Rei (03-1809) (ca)
- Gérone
- Alcañiz
- María-Belchite
- Mollet
- Vich
- Villafranca (2e)
- Lérida
- Mequinenza
- La Bisbal
- Tortose
- Valls (2e)
- Tarragone (1er)
- Montserrat
- Sagonte
- Valence
- Castalla (1er)
- Castalla (2e)
- Tarragone (2e)
- Ordal

La bataille de Montserrat est un affrontement de la guerre d'indépendance espagnole qui s'est déroulé le 25 juillet 1811 dans le massif de Montserrat, en Catalogne. Il oppose les troupes françaises du maréchal Louis-Gabriel Suchet à un détachement espagnol mené par Joaquín Ibáñez Cuevas y de Valonga. Le combat s'achève sur une victoire française.

## Histoire
Cette bataille fait suite au Siège de Tarragone (1811). Avec deux divisions françaises, le maréchal Louis-Gabriel Suchet attaque le bastion espagnol dans le massif afin de débloquer la route entre Lérida et Barcelone. Le général Louis Jean Nicolas Abbé prend l'abbaye de Montserrat le 25 juillet 1811.

## Source de la traduction
1. ↑  (ca) « Introducció », sur tarragona.cat (consulté le 15 novembre 2023).
2. ↑  (ca) Salvador-J. Rovira i Gómez, Tarragona a la Guerra del Francès (1808-1813), 2019, 151 p. (ISBN 978-84-8424-793-7, lire en ligne), p. 73.
3. ↑  (ca) Anselm Maria Albareda, Història de Montserrat, 2005, 331 p. (ISBN 978-84-8415-762-5, lire en ligne), p. 95.